# Cesare Piacentino
Cesare Piacentino (Bagheria, 22 giugno 1946) è un politico e docente italiano.

## Biografia
Laureato in Economia e commercio, è docente di Statistica economica della Facoltà di Economia dell’Università di Palermo.
Alle elezioni politiche del 1994 è il candidato del centrodestra nel collegio uninominale di Bagheria e risulta eletto deputato con il 50,55% dei voti. A Montecitorio aderisce al Centro Cristiano Democratico ed è membro della XI Commissione Lavoro, termina il proprio parlamentare nel 1996.
Negli anni Duemila, è attivo nel coordinamento nazionale dei Docenti Universitari del Sindacato nazionale autonomo lavoratori scuola.